# Non legato
Non legato (italienisch: „nicht verbunden“) ist eine Artikulationsart in der Musik. Es klingt wie ein Legato, bei dem die einzelnen Töne jedoch deutlicher hervortreten, weil zwischen ihnen eine winzige Pause eingelegt wird.

## Non legato beim Klavier- und Orgelspiel
Das Non legato als Anschlagsart beim Klavier ist ein Legato aus Staccato-Haltung, das heißt, man lässt die Hand über der Tastatur schweben, spielt aber die Töne möglichst verbunden wie beim Legato. Die winzige Pause wird durch die Zeit zwischen dem Heben des vorherigen und dem Senken des jetzigen Fingers erzeugt.
Für die Tastenmusik der Barockzeit und der Klassik bis um etwa 1800 war das Non legato die Grundanschlagsart. Daniel Gottlob Türk bezeichnet es als die gewöhnliche Art, Friedrich Wilhelm Marpurg als ordentliches Fortgehen.

## Non Legato beim Singen
Im Gesang kann das Non legato bei besonders schnellen Koloraturen verwendet werden, damit die Töne präziser und nicht geschmiert klingen und damit man weniger Luft verbraucht und somit auch längere Koloraturen durchhalten kann. Man lässt also die Töne mit dem Kehlkopf in einzelne, kleine, gleichmäßige Luftstöße unterteilt heraus mit minimalen Zäsuren dazwischen.